# مصلحة حماية وسلامة الشخصيات (الجزائر)

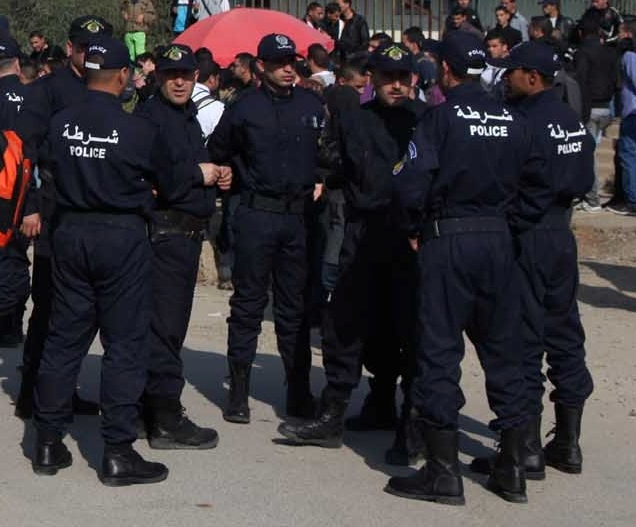
أعوان من الشرطة القضائية

مصلحة حماية وسلامة الشخصيات وتشتهر اختصاراً (بـالفرنسية: SPS) هي إحدى وحدات الشرطة القضائية الجزائرية ومهمتها توفير الحماية الأمنية لرجال الأعمال والسياسة والإعلام أو الرياضة وذلك في المنزل أو خلال سفر الأعمال أو السفر الخاص. يتبع افراد مصلحة حماية وسلامة الشخصيات لمديرية الاستعلامات العامة بالمديرية العامة للأمن الوطني.